# Imany
Cet article possède un paronyme, voir Iman.
Imany, de son vrai Nadia Mladjao, est une chanteuse, auteure-compositrice-interprète et mannequin franco-comorienne, née le 5 avril 1979 à Martigues. 

## Biographie
Nadia Mladjao est née le 5 avril 1979 à Martigues au sein d'une famille de sept enfants d'origine comorienne, d'un père pompier dans l'armée de l'air française, alors affecté à la base aérienne d'Istres. Elle fait sa scolarité en internat.
Elle commence une formation sportive à l'INSEP et s'entraîne pour le saut en hauteur. Durant des championnats UNSS (Union nationale du sport scolaire) elle est repérée par Thierry Blancon, lors de championnats UNSS benjamins. Elle arrive en finale des championnats de France jeunes. Elle établira son record personnel à 1,78m. 
Engagée à 17 ans par une agence de mannequins, elle s'installe à New York où elle vivra pendant plusieurs années, alternant entre mannequinat et autres activités. Elle commence à l'époque à prendre des cours de chant et à écrire des textes et arrête sa carrière de mannequin en 2008. A son retour à Paris, elle fait la connaissance de Malik Ndiaye, producteur d'Ayọ et Grace.
Ayant choisi comme nom de scène Imany — signifiant « ma foi » ou « mon espoir » en swahili — elle écrit ses chansons en anglais, langue qui, pour l'écriture, lui vient « plus naturellement » que le français. Elle débute en faisant la première partie d'artistes comme Angie Stone, Wasis Diop, Anthony Hamilton, Hocus Pocus, Sly Johnson et Ben l'Oncle Soul,.

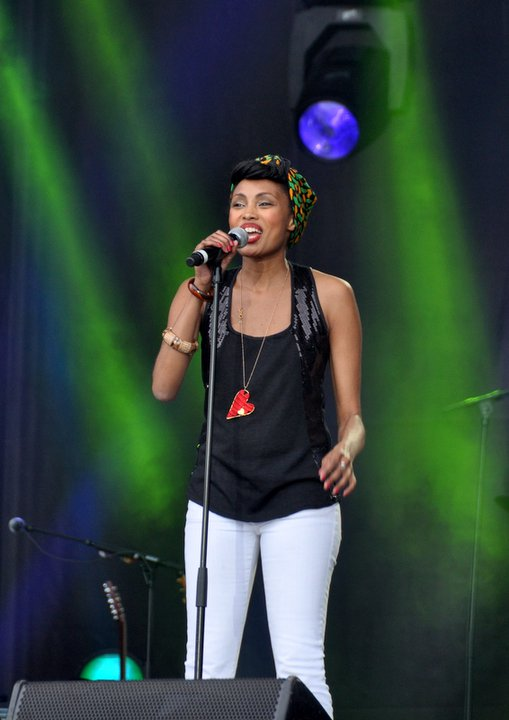
Imany au Concert pour l'égalité de SOS Racisme, le 14 juillet 2011.

Admiratrice de Tracy Chapman, Nina Simone et Lauryn Hill, elle refuse le style musical RnB que lui proposent certains producteurs et privilégie des inspirations soul, folk et blues.
Son premier EP, Acoustic Sessions, sort sur les plateformes de téléchargement légal à la fin 2010. En mai 2011 sort son premier album, The Shape of a Broken Heart, dont les ventes lui valent d'être certifié disque de platine, notamment grâce au succès de son premier single, You Will Never Know,. Dans le monde, l’album dépasse au total les 500 000 exemplaires vendus.
En 2013, la chanteuse écrit et compose la bande originale du film Sous les jupes des filles réalisé par Audrey Dana, qui totalise environ 1,62 million d'entrées en Europe.

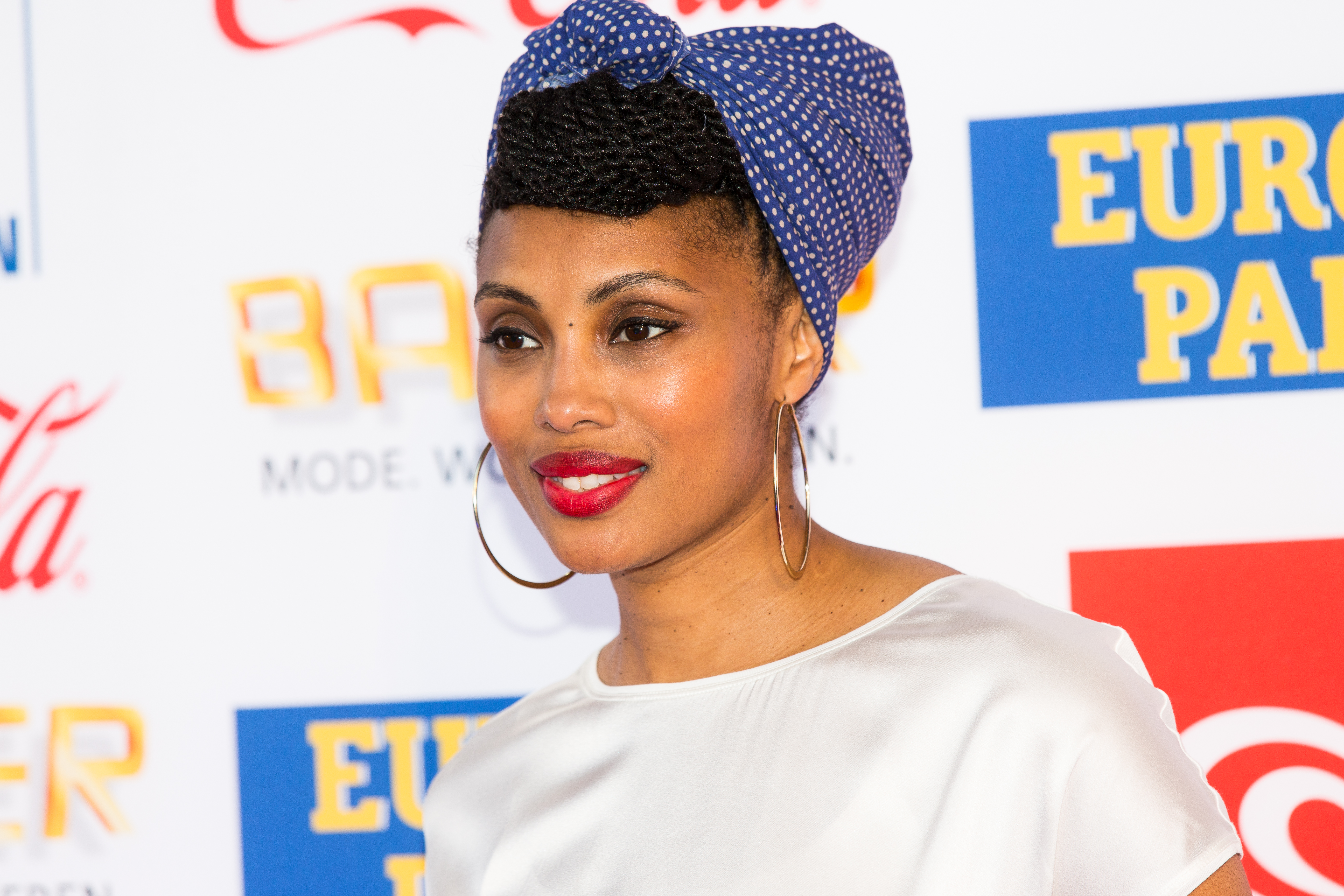
Imany. Radio Regenbogen Award. 2017.

En 2015, sort un remix de son morceau Don't Be So Shy par le duo de DJ russes Filatov & Karas. Mais c'est au cours du mois d'avril 2016 que le morceau se voit propulsé sur les grandes radios à travers le monde. Ce succès lui permet d'être mieux connue à l'international.
En 2016, Imany sort son second EP, There Were Tears. Il est suivi par The Wrong Kind of War, son second album, qui sort en août de la même année. Cet album rencontre un grand succès : il totalise près de 500 000 ventes dans le monde et est certifié disque de platine en France. Imany démarre ensuite une grande tournée internationale, qui sera immortalisée par l'album live Live at The Casino de Paris sorti en octobre 2019.
En 2019, elle compose et chante la chanson du générique de fin du film documentaire Woman.
En mars 2021, elle édite un nouvel album intitulé Voodoo Cello. Il s'agit, à partir d'une orchestration qui s'appuie sur huit violoncelles, d'une série de reprises : Jacques Brel (en anglais), Bonnie Tyler, Madonna (avec un clip tourné au Petit Palais à Paris), Radiohead, Cat Stevens (en comorien), Bob Marley ou encore Ed Sheeran. Le disque obtient un bon succès critique et alimente une tournée de 60 concerts. En octobre 2022, une version luxe  agrémentée contient 7 titres bonus : cinq titres inédits de Bob Marley à Jazmine Sullivan en passant par Donna Summer.

## Engagement
Pour informer et sensibiliser à l’endométriose, Imany est devenue ambassadrice , de l’association ENDOmind qui organise ou soutient des actions pour la reconnaissance de la maladie comme enjeu de société et de santé publique. Le 23 mars 2015, Imany a organisé le tout premier concert en France en faveur de la lutte contre l’endométriose.

## Discographie

### Live
2019 : Live at the Casino de Paris

### Bande originale de film
- 2019 : Woman, (documentaire) : chanson du générique

### EP
- 2016 : There Were Tears

### Singles
- 2011 : You Will Never Know
- 2012 : Please and Change
- 2014 :  Try Again
- 2015 : Don't Be So Shy
- 2015 : The Good the Bad and the Crazy
- 2016 : There Were Tears
- 2016 : Silver Lining (Clap your hands)
- 2021 : Wonderful Life

### Certifications
| Album                       | Détails                                                                       | Meilleures positions dans les charts | Meilleures positions dans les charts | Meilleures positions dans les charts | Meilleures positions dans les charts | Meilleures positions dans les charts | Meilleures positions dans les charts | Meilleures positions dans les charts | Certifications |
| Album                       | Détails                                                                       | FRA                                  | BEL (Vl)                             | BEL (Wa)                             | ALL                                  | ITA                                  | POL                                  | SWI                                  | Certifications |
| --------------------------- | ----------------------------------------------------------------------------- | ------------------------------------ | ------------------------------------ | ------------------------------------ | ------------------------------------ | ------------------------------------ | ------------------------------------ | ------------------------------------ | --- |
| The Shape of a Broken Heart | - Sortie : 2011 - Label : Think Zik! - Formats : CD, digital download         | 19                                   | 55                                   | 47                                   | 47                                   | 10                                   | 4                                    | 36                                   | - FRA: Disque d'or - EXPORT: Album de Platine - POL: 3× Disque de platine - RUS : 2 x Disque de platine - ITA : Disque d'or - GRE : Disque d'or - TURK : Disque d'or |
| Sous les jupes des filles   | - Sortie : 26 mai 2014 - Label : Think Zik! - Formats : CD, digital download  | 84                                   | —                                    | 120                                  | —                                    | —                                    | 16                                   | —                                    | - POL : Disque de platine |
| Don't Be So Shy (remix)     | - Label : Think Zik! - Format : digital download                              | 1                                    | 1                                    | 1                                    | 1                                    | 4                                    | 1                                    | 1                                    | - FRA : Single de diamant - EXPORT : Single 8 fois diamant - SUE : Single d'or - BEL : Single d'or - FIN : Single de platine - ALL : Single de diamant - ITA : Single double platine - AUS : Single de platine - SWI : Single de platine - POL : Single de diamant - AUT : Single d'or |
| The Wrong Kind Of War       | - Sortie : 26 août 2016 - Label : Think Zik! - Formats : CD, digital download | 6                                    |                                      |                                      |                                      |                                      |                                      |                                      | - FRA : Disque de platine - EXPORT : Disque double platine |

## Distinctions

### Récompenses
- Festival de Sopot 2013 : Grand prix Bursztynowy Słowik (pl) (Rossignol d'ambre) du [31]
- Globe de cristal 2017 : meilleure interprète féminine
- Grands Prix Sacem 2018 : Grand Prix du répertoire Sacem à l’export

### Nominations
- Victoires de la musique 2012 : Victoire du groupe ou artiste révélation scène
- Globe de cristal 2013 : meilleure interprète féminine
- Victoires de la musique 2017 : Victoire de l'artiste interprète féminine